# El Mas Bohera
El Mas Bohera – miejscowość w Hiszpanii, w Katalonii, w prowincji Girona, w comarce Alt Empordà, w gminie Palau-saverdera.
Według danych INE z 2005 roku miejscowość zamieszkiwało 17 osób.